# 텔 켈
텔 켈(Tel Quel)은 1960년 파리의 쇠유 출판사에서 장에데른 알리예와 필리프 솔레르스 등의 젊은 작가들이 모여 창간한 프랑스의 전위적 문학 잡지이다.
텔 켈은 고전적 전위성을 통하여 문학사의 재평가를 반영하고자 하였다. 창간 목적인 문학 지향적 성격과는 반대로, 잡지의 입장은 1960년대부터 1970년대의 사상 조류, 특히 잡지내의 몇몇 구성원들이 표명했듯 마오주의적인 성격을 띄고 있다.
창간 이후 10년간 포스트 구조주의 사상의 보급에 공헌하며 텔 켈은 롤랑 바르트, 자크 데리다, 줄리아 크리스테바, 필리프 솔레르스 등의 사상가들과 밀접한 관계를 가졌다.

## 같이 보기

### 참고 문헌
- 필리프 포레스트, Histoire de Tel Quel, 1960-1982, « Fiction & Cie » 총서, 파리, 쇠유, 1995 ISBN 2020173468
- 마르스랭 플레네, Le plus court chemin : de « Tel Quel » à « L'Infini », 파트리크 프렌치와의 인터뷰 이후, « L'Infini » 총서, 파리, 갈리마르, 1997 ISBN 2070749282
- 장 티보도, Mes années Tel Quel, Paris, Ḗcriture/L'Archipel, 1994 ISBN 9782909240107